# (4504) Jenkinson
(4504) Jenkinson es un asteroide perteneciente al cinturón de asteroides, descubierto el 21 de diciembre de 1989 por Robert H. McNaught desde el Observatorio de Siding Spring, Nueva Gales del Sur, Australia.

## Designación y nombre
Designado provisionalmente como 1989 YO. Fue nombrado Jenkinson en homenaje a la profesora escocesa de astronomía "Nora Jenkinson" en la ciudad de Haddington, cerca de Edimburgo.

## Características orbitales
Jenkinson está situado a una distancia media del Sol de 2,601 ua, pudiendo alejarse hasta 2,947 ua y acercarse hasta 2,256 ua. Su excentricidad es 0,132 y la inclinación orbital 14,85 grados. Emplea 1532 días en completar una órbita alrededor del Sol.

## Características físicas
La magnitud absoluta de Jenkinson es 13,2. Tiene 7,397 km de diámetro y su albedo se estima en 0,169.